# Philosophiae Naturalis Principia Mathematica
Philosophiae Naturalis Principia Mathematica (in italiano "I principi matematici della filosofia naturale"), noto semplicemente come Principia, è un trattato in tre libri di Isaac Newton, pubblicato il 5 luglio 1687: unanimemente considerato una delle più importanti opere del pensiero scientifico, in essa lo scienziato inglese enunciò le leggi della dinamica e la legge di gravitazione universale.

## Contesto storico

### Inizio della rivoluzione scientifica
Un secolo prima della nascita di Newton, Niccolò Copernico aveva posto il Sole al centro dell'universo con la sua teoria eliocentrica. Il modello fu completato da Johannes Kepler nel 1609, quando scoprì che le orbite planetarie sono ellittiche, che il Sole è uno dei fuochi e che il raggio vettore che unisce il centro del Sole con il centro del pianeta descrive aree uguali in tempi uguali (Leggi di Keplero).
I fondamenti della dinamica moderna erano stati posti da Galileo che era arrivato molto vicino a enunciare il principio d'inerzia. In più, gli esperimenti di Galileo con il piano inclinato avevano stabilito precisi rapporti matematici fra tempo trascorso, l'accelerazione, la velocità e la distanza per il moto uniforme e uniformemente accelerato.
Sempre in quegli anni Cartesio invece aveva dichiarato che i corpi possono influenzarsi a vicenda soltanto attraverso il contatto; un principio che indusse lo stesso Cartesio a supporre l'esistenza di un mezzo invisibile loro come il propagatore di interazioni quali luce e gravità, l'etere.

### Ruolo di Newton
Newton aveva studiato queste teorie mentre si stava laureando. Durante questo periodo (1664-1666) scoprì il teorema binomiale, gettò le basi al calcolo infinitesimale ed effettuò i primi esperimenti sull'ottica. In più iniziò a studiare la dinamica. Nel corso dei seguenti anni, pubblicò i suoi esperimenti sulla luce e sulla teoria dei colori ma non le altre scoperte. Divenne socio della Royal Society e il secondo professore Lucasiano di matematica.
Newton affermò che durante la peste dell'anno 1665, mentre si trovava nella sua residenza di campagna, vide cadere una mela e cominciò infatti a pensare alla gravità. Alcune osservazioni (in una corrispondenza con l'astronomo reale John Flamsteed) su di una cometa e altre sulla caduta dei gravi (in una corrispondenza con Robert Hooke) lo portarono a perfezionare le sue idee e a enunciare la legge di gravitazione universale che unificava le leggi di Keplero e gli studi di Galileo.

### Primi lavori di Newton sul moto
Negli anni sessanta del XVII secolo Newton studiò la dinamica delle collisioni fra i corpi, deducendo che il centro di massa di due corpi che collidono rimane in moto uniforme. Altri manoscritti dello stesso periodo mostrano l'interesse di Newton circa il moto dei pianeti e che nel 1669 egli mostrò che, nel caso di moto circolare di un pianeta, la forza che egli definiva Sforzo di recesso (oggi conosciuta come forza centrifuga) aveva un'intensità proporzionale all'inverso del quadrato della distanza del pianeta dal centro della sua orbita. Dopo lo scambio di opinioni con Hooke del 1679-1680, Newton adottò la definizione di forza centripeta o interna. Secondo l'allievo di Newton J. Bruce Brackenridge, malgrado siano stati fatti sostanziali cambiamenti in termini di punti di vista, oltre che linguistici, tra forza centrifuga e centripeta, i calcoli e le osservazioni fatte rimanevano uguali. Essi compresero anche la visione del moto orbitale come combinazione di spostamenti radiali e tangenziali, che Newton aveva abbozzato nei primi anni '60 del secolo. La differenza tra forza centrifuga e centripeta, sebbene rappresentasse un significativo cambio di prospettiva, non cambiò l'analisi matematica che Newton fece. In quegli stessi anni Newton definì il concetto di inerzia lineare.

### Controversia con Hooke
Hooke pubblicò le sue teorie sulla gravitazione in quegli stessi anni e in maniera definitiva nel 1674. Egli elaborò il principio di attrazione gravitazionale nel 1665 nel volume Micrographia. Nel 1666 collaborò alla stesura di On Gravity (Sulla Gravità) per la Royal Society, in cui compariva la trascrizione della sua conferenza sui Movimenti Planetari come Problema Meccanico, tenuta presso la Royal Society il 23 maggio 1666. Nel 1674 pubblicò le sue idee sulla gravitazione nel libro An Attempt to prove the motion of the Earth by Observations (Un tentativo di dimostrare il moto della Terra mediante osservazioni).
Nella monografia del 1674 Hooke postulò chiaramente la mutua attrazione tra il Sole e i pianeti, con una intensità che cresceva con la vicinanza fra i corpi, insieme ad un principio di inerzia lineare. Sosteneva inoltre che l’origine del moto curvilineo fosse l’azione di una forza attrattiva, ma non faceva alcuna menzione al fatto che queste attrazioni obbedissero ad una legge di proporzionalità con l'inverso del quadrato della distanza. Nel seguito, annunciava la sua "supposizione" della legge di gravitazione universale:
(Robert Hooke, 1674)
Tale ipotesi non era tuttavia accompagnata da prove e dimostrazioni matematiche soddisfacenti. Su questo aspetto glissò, dicendo che avrebbe affrontato il problema al termine dei lavori che stava compiendo. Soltanto cinque anni dopo, il 6 gennaio 1679, Hooke suppose che l'attrazione tra due corpi raddoppiasse con il dimezzarsi della distanza tra i centri di massa dei due corpi.
Nel novembre del 1679 iniziò uno scambio di lettere con Newton, che sono state recentemente pubblicate. Hooke disse a Newton di essere stato nominato responsabile della corrispondenza per la Royal Society, e chiedeva a Newton pareri su vari argomenti tra cui la spiegazione del moto dei pianeti tramite il moto rettilineo lungo la tangente all'orbita più una forza attrattiva diretta verso il centro oppure sulle sue ipotesi riguardo alle leggi e alle cause dell'elasticità. Newton in risposta propose un esperimento "dei suoi" (di Hooke) che avrebbe potuto rivelare il movimento della Terra, consistente in un corpo inizialmente sospeso in aria, poi lasciato cadere per misurarne la deviazione dalla verticale e ipotizzò come avrebbe continuato a muoversi il corpo (con una traiettoria a spirale verso il centro), se la Terra non lo avesse fermato.
«Il 13 dicembre 1679 Newton scrisse un’importante lettera a Hooke, nella quale si può vedere che a quella data aveva raggiunto una profonda comprensione della fisica del moto causato da una forza centrale, e fornisce la prova che aveva sviluppato un metodo matematico approssimato molto efficace per calcolare le orbite per diverse forze centrali.»
Nella prima edizione dei Principia (1687), l’ipotesi di Hooke sulla gravitazione universale non veniva citata. Pare che, dopo aver sentito delle rivendicazioni di priorità da parte di Hooke, Newton avesse eliminato molti riferimenti a Hooke dalle bozze del testo. In una lettera a Halley del 1686, Newton lamentava che: 
(Isaac Newton, 1686)
Nella seconda edizione (1713), Newton permise che il suo editore, Roger Cotes, scrivesse nella prefazione 
(Roger Cotes, 1713)
Ma anche questa modesta concessione venne cancellata dalla terza (1726) e definitiva edizione dei Principia.

## Storia editoriale

Immagine allegorica che rappresenta il moto di un pendolo di Newton posto sopra un volume della sua celebre opera

Questa era la situazione quando durante una conversazione con Christopher Wren e Hooke, Edmund Halley sentì quest'ultimo affermare di sapere la legge che governava la caduta dei gravi, ma anche il moto dei pianeti. Wren era scettico e Halley decise di affrontare il problema. Sconfitto, chiese aiuto a Newton. Egli disse di aver risolto il problema ma di aver perso le carte e si offrì di riscriverle. Halley acconsentì e, nel novembre 1684, ricevette un trattato di nove pagine denominato De motu corporum in gyrum ("Sul moto dei corpi in orbita").
In questa opera Newton derivava le tre leggi di Keplero presupponendo l'esistenza di una forza attrattiva che agisce proporzionalmente all'inverso del quadrato della distanza. Inoltre ha esteso la trattazione sulla dinamica, aggiungendo la soluzione al problema del movimento di un corpo in un mezzo di resistenza. Halley riferì questi risultati alla Royal Society. Newton inoltre comunicò i suoi risultati a Flamsteed, ma insistette per revisionare il manoscritto prima che fosse pubblicato. Queste revisioni cruciali si sono concretizzate nell'anno e mezzo seguente nei Principia. La collaborazione di Flamsteed, che gli assicurava i dati d'osservazione necessari sui pianeti, fu molto utile a Newton durante questo periodo.
Il testo del primo libro fu presentato alla Royal Society alla fine dell'aprile 1686. Hooke presentò alcune obiezioni (senza riuscire ad argomentarle), causando ritardi nella pubblicazione. Quando le osservazioni di Hooke gli furono rese note, Newton, che non sopportava le dispute, minacciò di ritirare il trattato e di non pubblicare l'ultimo e più importante libro. Edmund Halley, dimostrando notevoli abilità diplomatiche, persuase Newton a non ritirarlo e a pubblicare tutti i libri del trattato. Il terzo libro (poiché il primo venne suddiviso in due parti) fu infine completato nell'aprile 1687 e pubblicato con gli altri quell'estate. Samuel Pepys, come presidente, ne autorizzò la pubblicazione, ma la Società aveva già speso troppo per finanziare l'edizione dei De historia piscium libri quatuor ("La storia dei pesci in quattro libri") di Francis Willughby, in-folio, con 188 tavole calcografiche (Oxonii, e Theatro Sheldoniano, 1686), e così il costo della stampa dei Principia fu sostenuto da Edmund Halley.

## Contenuto
I Principia consistono in tre libri
1. De motu corporum (Sul movimento dei corpi) è un'esposizione delle definizioni dinamiche di base (le tre leggi del moto) e delle conseguenti deduzioni basate su di queste. Inoltre contiene le risoluzioni a varie questioni che hanno a che fare con la dinamica.
2. De motu corporum, diviso in due per via della relativa lunghezza, contiene varie applicazioni della dinamica come la descrizione matematica del moto di un corpo in un mezzo resistente e un calcolo della velocità del suono.
3. De mundi systemate (Sul sistema del mondo) è un saggio sulla gravitazione universale che oltre a spiegare la legge di gravitazione applica le leggi stabilite nei libri precedenti al sistema solare. Per esempio la trattazione delle irregolarità dell'orbita della luna, della derivazione delle leggi di Keplero e del movimento delle lune di Giove, delle comete e delle maree (gran parte dei dati gli fu fornito da John Flamsteed). Inoltre considera l'oscillatore armonico in tre dimensioni.

Le definizioni date da Newton nei Principia sono esattamente le stesse che si trovano in tutti i manuali odierni. Egli definisce la “massa” come la quantitas materiae di un corpo e parte da ciò per definire la quantitas motus, ancor oggi chiamata quantità di moto. Egli introduce poi il concetto di forza inteso come cambiamento degli stati di un corpo.
È interessante notare come Newton nei primi due libri non dia una definizione precisa di molte quantità che utilizza (come il momento angolare).
Mentre la reazione ai primi due libri fu entusiasta, probabilmente per l'immediatezza delle cose trattate, il concetto di una forza attraente che si trasmette a distanza ricevette una risposta più fredda. Nelle sue note, Newton scrisse che la legge dell'inverso del quadrato doveva dipendere dalla struttura della materia, ma ritrattò questa convinzione e nella versione pubblicata rifiutò di speculare sull'origine della legge. Huygens e Leibniz notarono che la legge era incompatibile con la nozione dell'etere. Da un punto di vista cartesiano, quindi, questa era una teoria incompleta. La difesa di Newton è stata adottata da molti fisici inglesi famosi i quali precisarono che la forma matematica della teoria doveva essere corretta poiché spiegava con una precisione impressionante i dati sperimentali. La mole di fenomeni che la teoria spiegava era così impressionante che “i filosofi” più giovani presto adottarono i metodi e il linguaggio dei Principia.

## Edizioni
- Philosophiae naturalis principia mathematica, autore Is. Newton, Londini, iussu Societatis Regiae ac typis Josephi Streater, anno MDCLXXXVII (prima edizione).
- Philosophiae naturalis principia mathematica, auctore Isaaco Newtono, Editio secunda auctior et emendatior, Cantabrigiae, MDCCXIII.
- Philosophiae naturalis principia mathematica, auctore Isaaco Newtono, Editio tertia aucta & emendata, Londini, apud Guil. & Ioh. Innys, MDCCXXVI (terza e ultima edizione curata dall'autore).

## Localizzazione delle copie
Molte importanti biblioteche pubbliche di tutto il mondo conservano una copia dell'edizione originale dei Principia di Newton.
- La Wren Library del Trinity College di Cambridge possiede la copia contenente le correzioni autografe di Newton per la seconda edizione del 1713.
- Il Whipple Museum of the History of Science[4] a Cambridge custodisce la copia appartenuta a Robert Hooke.
- La Fisher Library nell'Università di Sydney ha una copia annotata da un matematico di incerta identità.
- La Pepys Library di Magdalene College di Cambridge, ha la copia di Samuel Pepys della terza edizione.
- La Martin Bodmer Library[5] conserva una copia annotata da Leibniz.
- In Italia sono state finora censite 8 copie, tra cui quelle della Biblioteca Nazionale Centrale di Firenze, della Nazionale di Napoli, della Estense di Modena e dell'Alessandrina di Roma.